# Kevon Pierre
Kevon Pierre (ur. 30 marca 1982) – trynidadzko-tobagijski, sprinter.
Półtora miesiąca przed X Mistrzostwami Świata w Lekkoatletyce (2005) ustanowił podczas mistrzostw kraju swoje rekordy życiowe w biegu na 100 i 200 metrów (10,22 i 20,47s), dzięki czemu zakwalifikował się do kadry na najważniejszą imprezę sezonu. Podczas mistrzostw świata startował indywidualnie w biegu na 200 metrów, jednak odpadł w eliminacjach. Życiowy sukces odniósł za to w sztafecie 4 x 100 metrów, gdzie razem z kolegami z reprezentacji sięgnął po srebrny medal. Rok później Pierre zdobył srebro Igrzysk Ameryki Centralnej i Karaibów (sztafeta 4 x 400 m, Cartagena de Indias).

## Rekordy życiowe
- bieg na 100 m – 10,22 (2005)
- bieg na 200 m – 20,47 (2005)
- bieg na 400 m – 45,62 (2001)